# Fioletek
Fioletek (Klais guimeti) – gatunek małego ptaka z rodziny kolibrowatych (Trochilidae). Występuje w Ameryce Centralnej i północno-zachodniej części Ameryki Południowej. Nie jest zagrożony wyginięciem.

## Taksonomia
Po raz pierwszy gatunek opisał Jules Bourcier. Opis ukazał się w 1843 na łamach Revue Zoologique par La Société Cuvierienne. Holotyp pochodził z Caracas (Wenezuela). Autor zamieścił opis upierzenia ptaków obu płci i przydzielił im nazwę Trochilus Guimeti. Obecnie (2021) Międzynarodowy Komitet Ornitologiczny (IOC) umieszcza fioletka w monotypowym rodzaju Klais. Wyróżnia 3 podgatunki. Osobniki podgatunku nominatywnego występują sympatrycznie z osobnikami podgatunku K. g. pallidiventris w południowo-wschodnim Ekwadorze. Epitet gatunkowy guimeti nawiązuje do nazwiska chemika z Lyonu, Guimeta, który wynalazł niebieski barwnik, również nazwany jego imieniem (chodzi tu o sztucznie pozyskiwaną ultamarynę).

## Podgatunki i zasięg występowania
IOC wyróżnia następujące podgatunki:
- K. g. merrittii (Lawrence, 1861) – wschodni Honduras po wschodnią Panamę
- K. g. guimeti (Bourcier, 1843) – Sierra de Perijá oraz góry północnej i zachodniej Wenezueli na południe przez wschodnie Andy w Kolumbii i Ekwadorze po skrajnie północne Peru[6]
- K. g. pallidiventris Stolzmann, 1926 – wschodnie stoki Andów od północnego Peru (Amazonas) na południe po centralną Boliwię (Cochabamba)[6].

## Morfologia

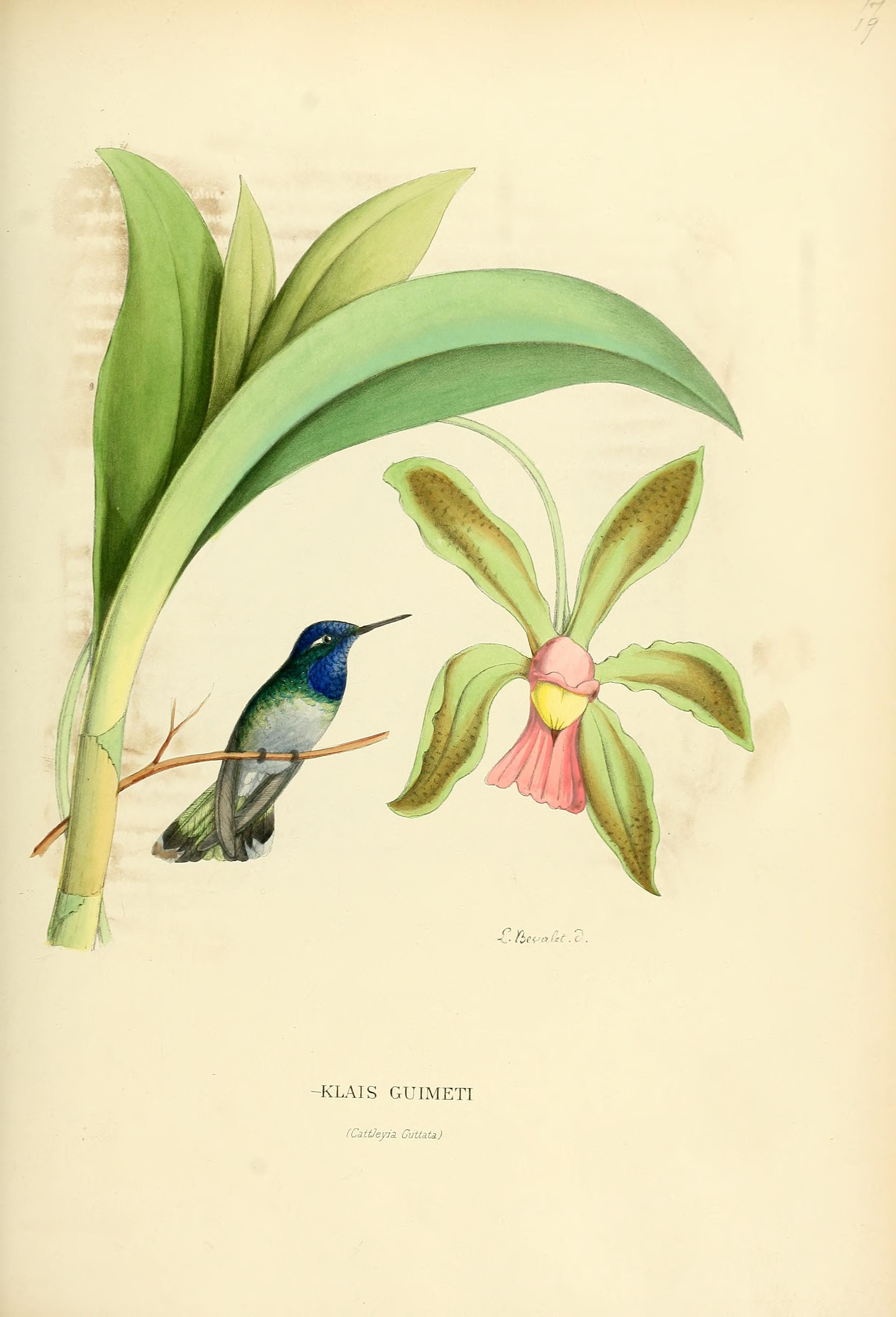
Ilustracja przedstawiająca samca, 1876

Długość ciała wynosi 7,5–8,5 cm; znana masa ciała samca 2,9 g, samicy 2,7–2,9 g. Wymiary szczegółowe: długość skrzydła samców 45–52,5 mm, samic 44–48,5 mm; długość ogona samca 25,5–31 mm, samicy – 23–27 mm; długość dzioba samców 12–13,5 mm, samic – 11,5–14 mm. 
U samca wierzch głowy porastają pióra fioletowe lub fioletowoniebieskie z metalicznym połyskiem, stopniowo w tył pióra stają się bardziej niebieskie, miejscami zielonawe. Pozostała część wierzchu ciała jest brązowozielona, metalicznie opalizująca. Pokrywy nadogonowe są bardziej zielone lub niebieskozielone. Środkowa para sterówek brązowozielona lub niebieskozielona, ze srebrzystym, metalicznym połyskiem. Reszta sterówek ma podobną barwę w pierwszej połowie, końcowa połowa matowoszara lub popielata z jasnym, szarobrązowym zakończeniem. Gardło, broda i policzek fioletowe lub fioletowoniebieskie. Pozostała część spodu ciała szarobrązowa, pokryta kropkami lub cętkami o metalicznej, zielonej lub brązowozielonej barwie. Dziób czarny, matowy. Tęczówka ciemnobrązowa. Nogi szarobrązowe. U ptaków obu płci dobrym znakiem rozpoznawczym w terenie jest biała plamka tuż za okiem. Samica upierzeniem wierzchu ciała przypomina samca. Na wierzchu głowy ma jednak pióra niebieskie, a nie fioletowe; niekiedy nawet zielonawe. Spód ciała jasnoszary, na boku ciała występują również pióra metalicznozielone lub brązowozielone.

## Ekologia i zachowanie
Fioletki zamieszkują wysokie, wilgotne lasy i ich obrzeża, wysokie zadrzewienia wtórne, plantacje drzew, zacienione ogrody. Żywią się nektarem kwiatowym, np. drzew z rodzaju Inga, Warszewiczia, Hamelia, Hampea, Vismia, mniejszych Stachytarpheta. Alexander Skutch odnotował, że w jego ogrodzie rosły niewystępujące naturalnie w Ameryce kordyliny krzewiaste (Cordyline fruticosa), które były chętnie odwiedzane przez fioletki. Ponadto zauważył, że kolibry te żerują niekiedy w towarzystwie przedstawicieli takich gatunków, jak szmaragdzik brązowosterny (Amazilia tzacatl), karliczek (Microchera albocoronata), kolcosterek zielony (Discosura conversii), widłogonek modrobrzuchy (Thalurania colombica), pustelnik rdzawy (Phaethornis longuemareus) oraz uszatek brązowy (Colibri delphinae).

### Lęgi
W Kostaryce okres lęgowy trwa głównie podczas pory suchej, od stycznia do maja. W dolinie El General (Kostaryka) samice zaczynają budować gniazdo przeważnie w styczniu lub w lutym, okazjonalnie pod koniec grudnia. Gniazda budowane są w zadrzewieniu, często nad strumieniem. 13 gniazd widzianych przez Alexandra Skutcha mieściło się na wysokości 1,5–4,5 m nad gruntem. Gniazdo to niewielka konstrukcja o kształcie grubościennego kubeczka, którego zewnętrzną warstwę tworzy głównie mech, zaś wyściółkę – puch roślinny, zazwyczaj płowy w kolorze. Skutch zaobserwował, że w tych gniazdach, w których znajdowały się jaja lub pisklęta, ich liczba zawsze wynosiła dwa. W jednym z gniazd samica złożyła jaja w odstępie dwudniowym, z czego drugie przed 7:30 rano. Wedle obserwacji Skutcha inkubacja trwa minimum 10 dni. Brak informacji o losie piskląt po wykluciu.

## Status zagrożenia
IUCN uznaje fioletka za gatunek najmniejszej troski (LC, Least Concern) nieprzerwanie od 1988 (stan w 2025). W 2019 organizacja Partners in Flight szacowała liczebność światowej populacji na 500 000 – 4 999 999 dorosłych osobników, a jej trend oceniła jako silnie spadkowy. Ptak ten opisywany jest jako niezbyt pospolity (uncommon) i rozmieszczony plamowo.